# Мелик-Парсаданов, Виктор Паруйрович
Виктор Пару́йрович (Павлович) Ме́лик-Парсада́нов (26 июля 1922, Баку — 6 января 1991, Симферополь) — советский архитектор. Член Союза архитекторов СССР (с 1958), лауреат премии Совета министров СССР. Внёс значительный вклад в развитие архитектуры Севастополя.

## Биография
Родился 26 июля 1922 года в Баку.
В 1945 году окончил архитектурный факультет Азербайджанского индустриального института (ученик М. А. Усейнова и С. А. Дадашева). Первое время работал в Инженерном отделе Каспийской флотилии, затем по собственному желанию перевёлся в филиал Центрального проектного бюро Военно-морского флота в Севастополе, где занимал последовательно должности архитектора и старшего архитектора. Участвовал в восстановлении Севастополя, вместе с коллективом архитекторов Военморпроекта составлял проекты застройки отдельных районов и кварталов разрушенного войной города. Осуществлял также руководство проектированием застройки. В 1956—1959 годах — главный архитектор проекта, руководитель мастерской в Севастопольской проектной конторе «Горпроект»; в 1959—1960 — начальник городского отдела по делам строительства и архитектуры, главный архитектор Севастополя.
В 1960—1977 годах был начальником отдела по делам строительства и архитектуры Крымоблисполкома, главным архитектором Крыма. В 1978—1982 годах работал в институте «КрымНИИпроект» сначала главным редактором проектов архитектурно-строительной мастерской № 3, затем начальником отдела типового и экспериментального проектирования. В 1988—1991 годах занимался проектированием в институте «Симферопольархпроект».
Умер 6 января 1991 года в Симферополе.

### Семья
Жена — Майя Ильинична Мелик-Парсаданова (урождённая Фонберштейн; 31 октября 1925, Ленинград — 11 декабря 2021, Симферополь), архитектор, работала в КрымНИИпроекте, автор проектов в городах Крыма (Алушта, Керчь, Саки, Севастополь, Симферополь, Судак) и черноморского побережья Кавказа. Одна из главных работ — лечебно-санаторный комплекс в Саках (ныне Сакский клинический санаторно-курортный комплекс имени Н. Н. Бурденко). Заслуженный архитектор Автономной Республики Крым (2000). Жила в Симферополе.
- Дочери: Лина и Алла (род. 1959)[8].

Двоюродный брат — Феликс Аронович Новиков (1927—2022), доктор архитектуры, народный архитектор СССР.

## Награды
- Премия Совета министров СССР[4]
- Почётная грамота Президиума Верховного Совета Украинской ССР (1978) — за многолетнюю плодотворную работу по развитию градостроительства и архитектуры[10]

## Работы
Автор более 120 проектов в Крыму, в том числе около 50 в Севастополе, среди которых:

### Севастополь
- Реконструкция здания Отдела гидрографии Черноморского флота (ул. Суворова, 4 / 2; 1948—1949)[12]
- Жилой квартал между ул.  Большой Морской (дома № 10, 14, 16, 18) и Одесской (1952—1954)[13][2]
- Здание для Военно-морского училища имени П. С. Нахимова[14]
- Жилой квартал на ул. П. Горпищенко (1960)
- Жилые дома на ул. Н. Гоголя, 51—63 (1961)
- Здание Дворца культуры строителей на ул. Ленина, 25 (1963)[15]
- Жилой дом по ул. Советской, 24 / Павличенко, 21 (в соавторстве с В. И. Ежовым)
- Жилые дома  для моряков ЧФ по ул. Советской (№ 34, 51, 53, 55), Суворова (№ 29, 31) и Терещенко (№ 16, 18) (1-я пол. 1950-х годов)
- Двухэтажный особняк на углу ул. Героев Севастополя и Розы Люксембург (1950)[16]

### Симферополь
- Жилой район по ул. Гагарина (1957—1965)[17]
- Реконструкция аэропорта (1964)
- Памятник А. С. Пушкину (1967; скульптор А. Ковалёв)[18]
- Девятиэтажный малосемейный дом по ул. 51-й армии, 111[19]
- Административное здание на ул. Киевской, 79 (пл. Куйбышева, в соавторстве с С. Сахарновым)[20]
- Благоустройство парка имени К. А. Тренёва[21]

### Другие города
- Санаторный комплекс «Северная Двина» в Алуште (1968—1972)
- Дом отдыха «Судак» в Судаке (1977—1978) — отмечен премией Совмина СССР
- Памятник В. И. Ленину в Джанкое (1979; скульптор А. Страхов)[22]
- Серия жилых домов в Старом Осколе (1987—1988; в соавторстве)

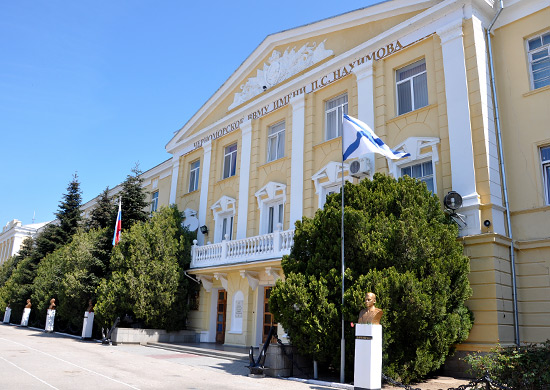
Черноморское Высшее военно-морское ордена Красной Звезды училище имени П. С. Нахимова
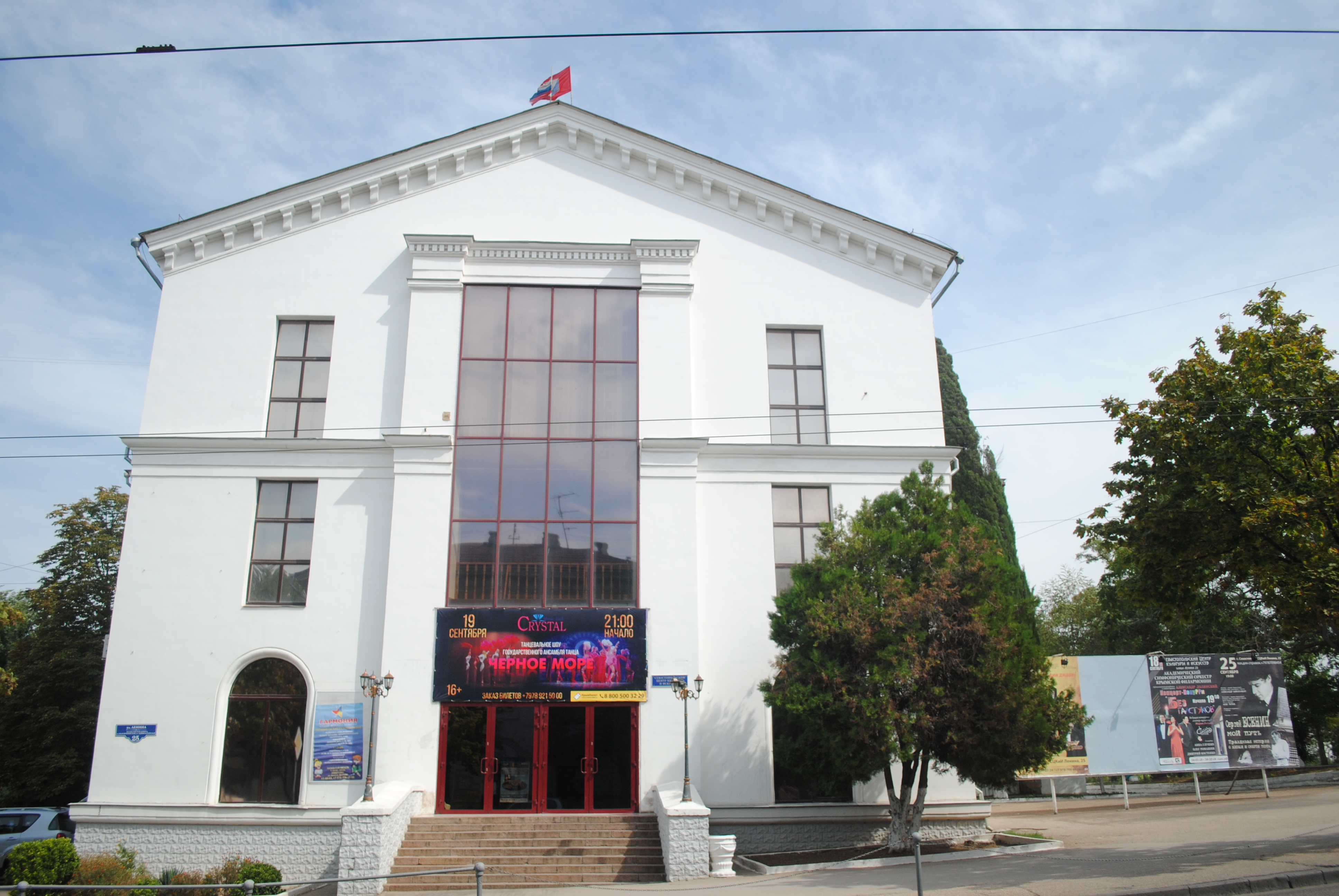
Бывший Дворец культуры строителей, ныне здание Севастопольского центра культуры и искусства (ул. Ленина, 25)
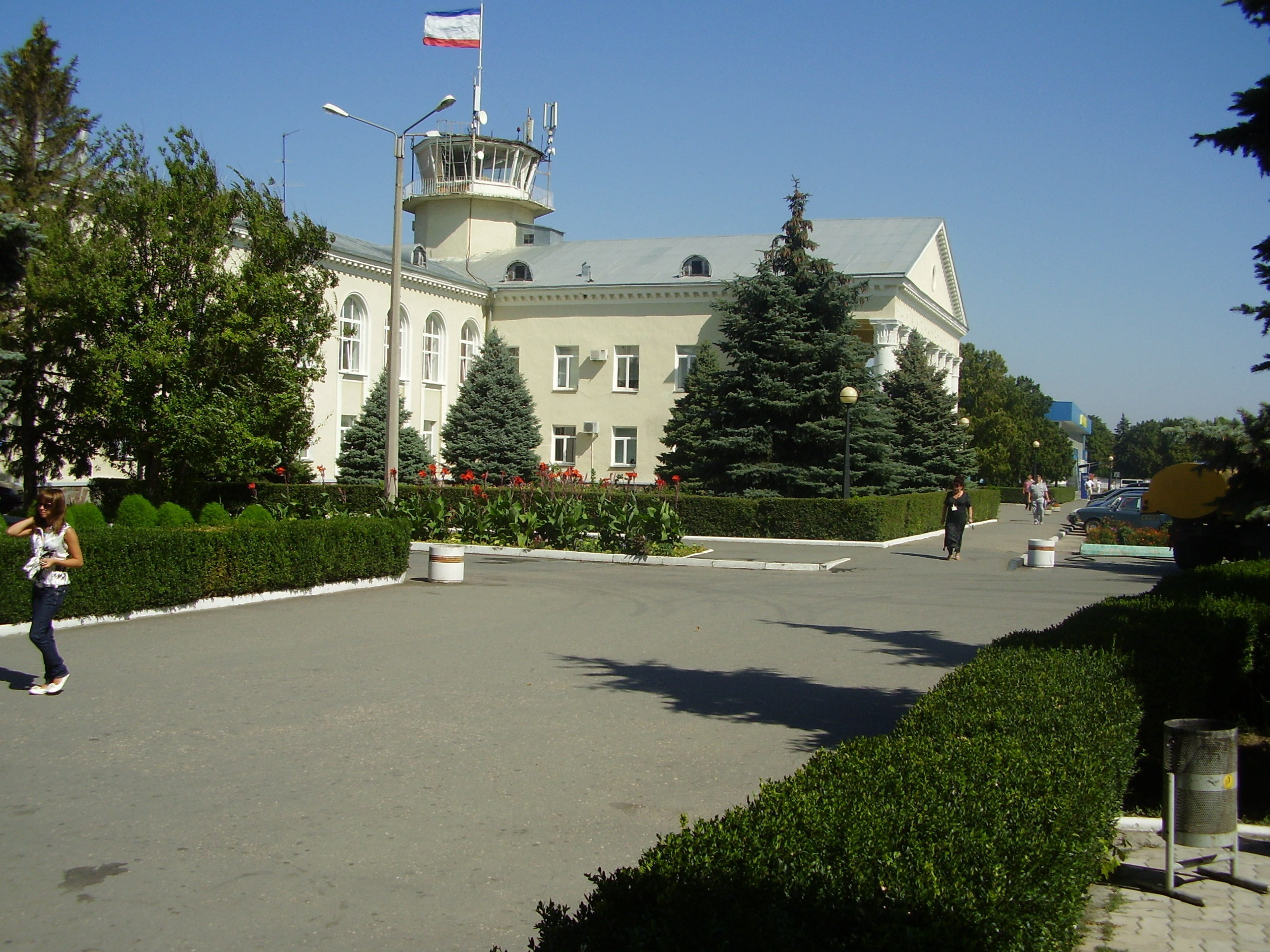
Аэропорт Симферополь, старые корпуса
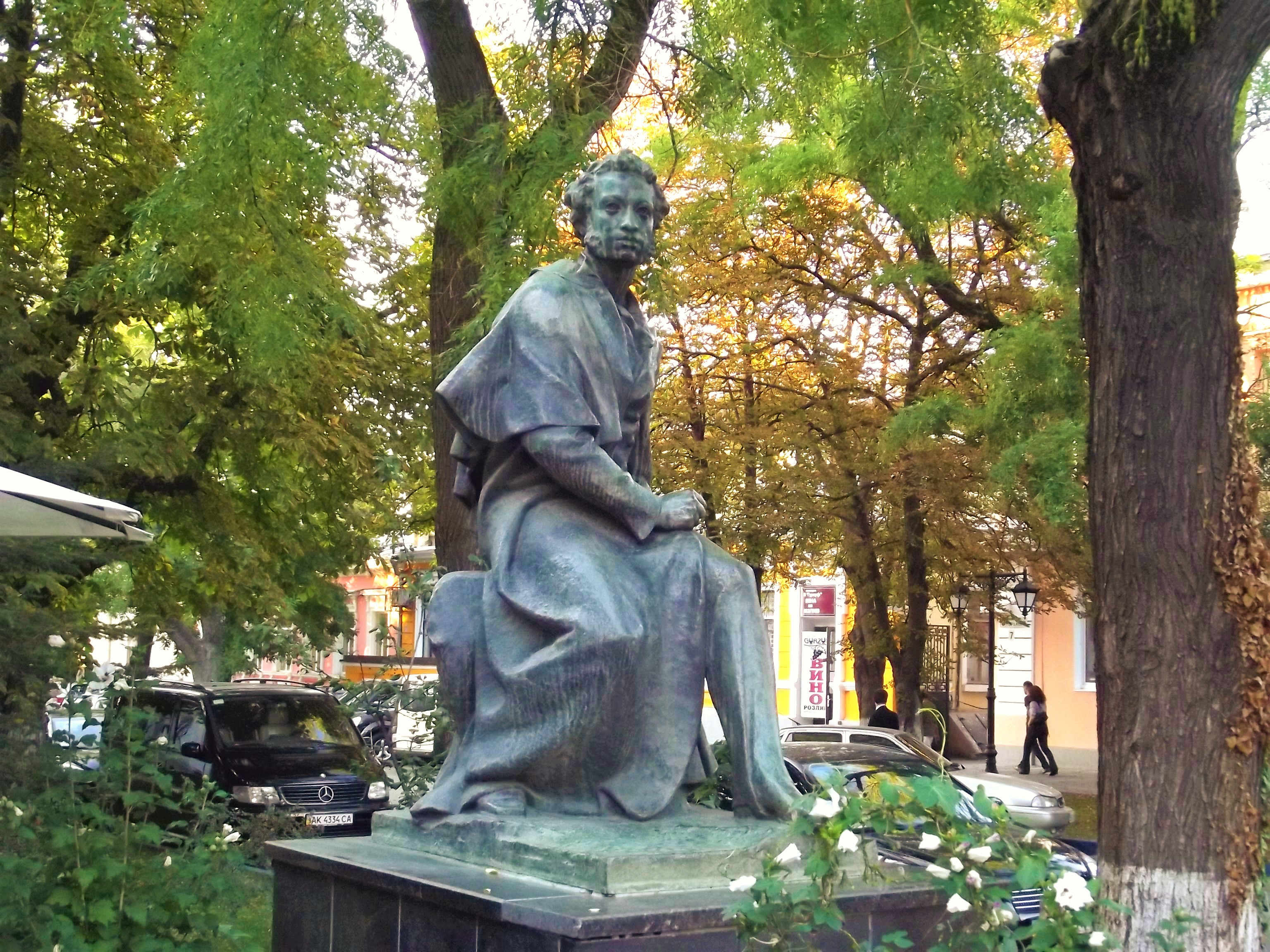
Памятник Пушкину в Симферополе (1967; скульптор А. Ковалёв), архитектурное решение Мелик-Парсаданова утеряно при двух переносах памятника
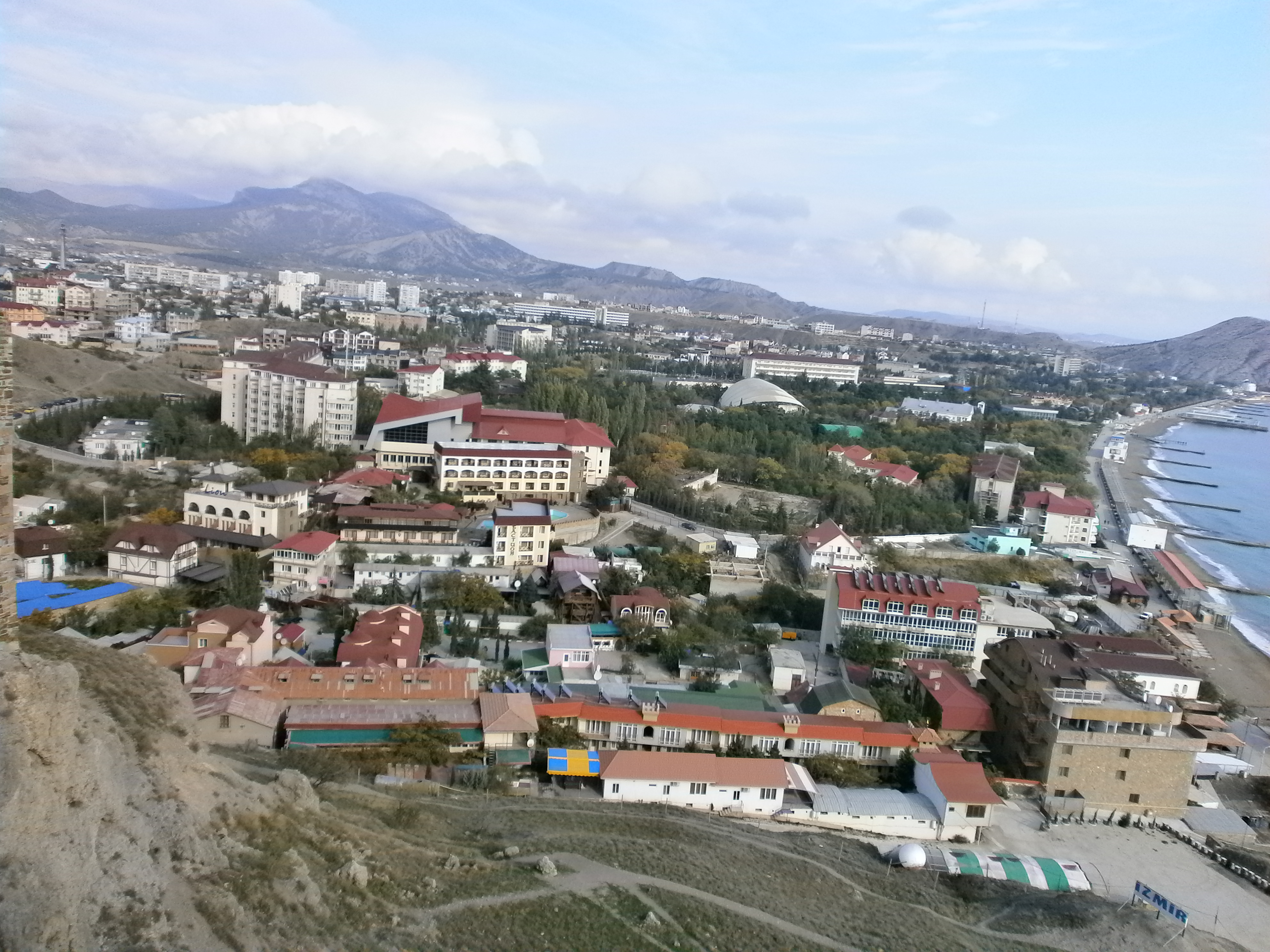
Туристско-оздоровительный комплекс «Судак»